# Treno di piacere
Treno di piacere è un film del 1924 diretto da Luciano Doria.